# Liochthonius breviseta
Liochthonius breviseta är en kvalsterart som först beskrevs av Hammer 1958.  Liochthonius breviseta ingår i släktet Liochthonius och familjen Brachychthoniidae. Inga underarter finns listade i Catalogue of Life.